# André Arjonas
Andrés Arjona Guillén, más conocido como André Arjonas, fue un escultor y arquitecto nacido en Antequera en la provincia de Málaga , España , el 30 de noviembre de 1885 y fallecido en Porto Alegre en 1970.

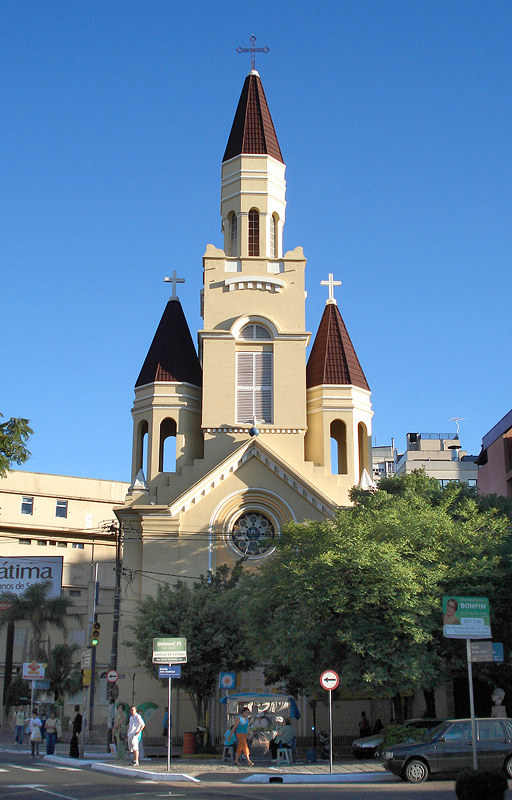
Capilla del Divino Espírito Santo, en Porto Alegre.

Emigró a Brasil con su padre en 1893 , estableciéndose primero en Sao Paulo y a partir de 1899 en Porto Alegre, de donde no se movió. Aprendió dibujo con José Lopes Silva, y en 1901 se unió al taller de escultura de Jacob Aloys Friedrichs (pt:), convirtiéndose en un discípulo de José Martínez .
Es autor de numerosos proyectos para templos, y director de muchos otros monumentos, esculturas y altares de la capital y el interior de Rio Grande do Sul, incluyendo el altar mayor de la Catedral Metropolitana de Porto Alegre , el trazado de la Capilla del Espíritu Santo y el altar y las estatuas adicionales, incluyendo un magnífico San Expedito; y el gran crucifijo que cuelga del techo bajo el arco del crucero, la Iglesia San José (pt:) , también en Porto Alegre.
Escultor marmolista del "maestro" Aloys Friederichs que, acercándose a la ideología anarquista, prefirió no firmar sus obras considerándose un obrero y no un artista.
Sus esculturas se encuentran en el cementerio de la Santa Casa de Misericordia y se identificaron con la ayuda del hijo del escultor, Mario Arjonas cuando fueron estudiados por un equipo de investigadores de la PUCRS, coordinados por el profesor Harri Bellomo. 
Suyo es el busto, retrato fundido en bronce, de Otávio Rocha, en la plaza de Porto Alegre que lleva su nombre.

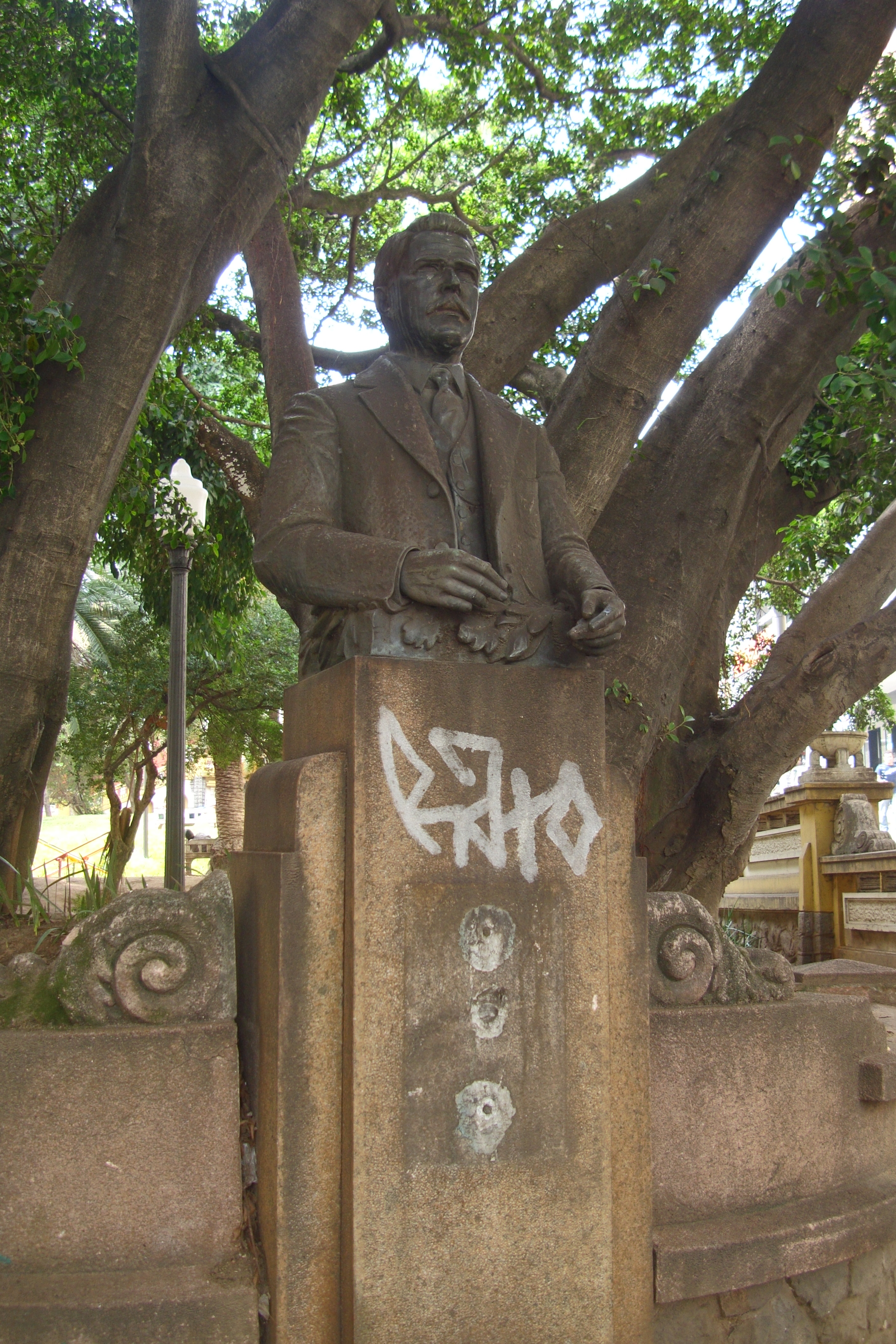
Busto de Otávio Rocha, en la Praça Otávio Rocha de Porto Alegre.

## Galería de imágenes

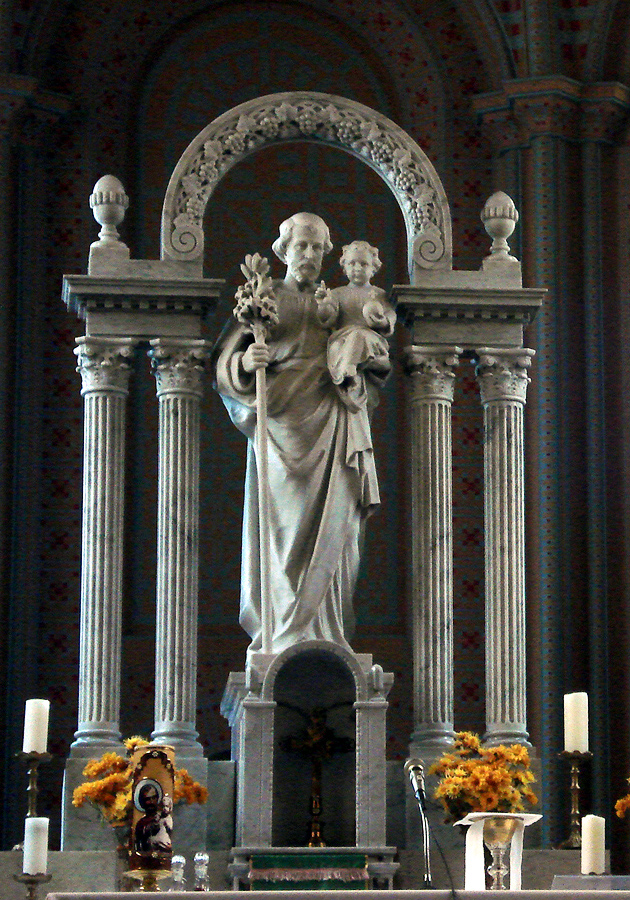
San José, en la iglesia de São José (Porto Alegre)
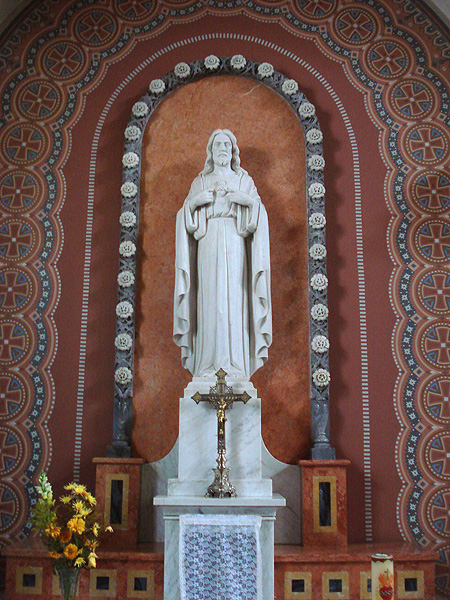
Sagrado Corazón de Jesús, en la iglesia de São José (Porto Alegre)
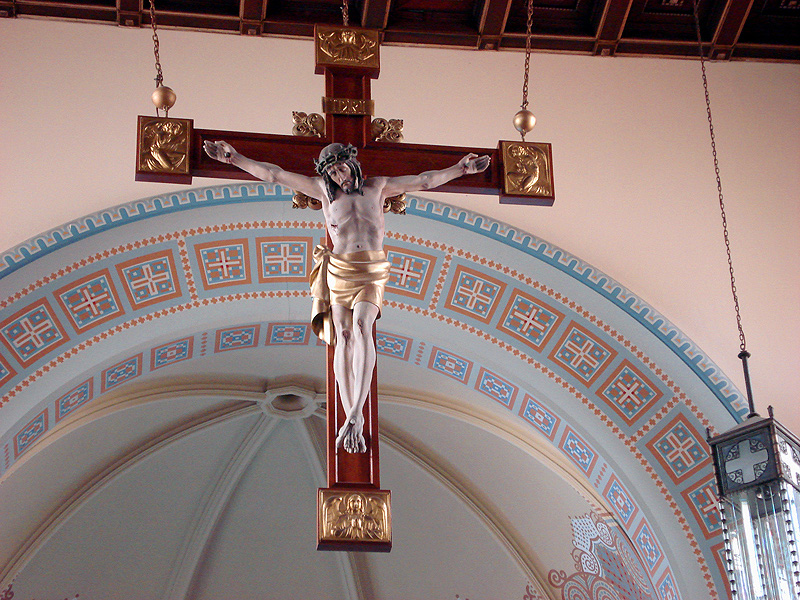
Crucifijo, en la iglesia de São José (Porto Alegre)
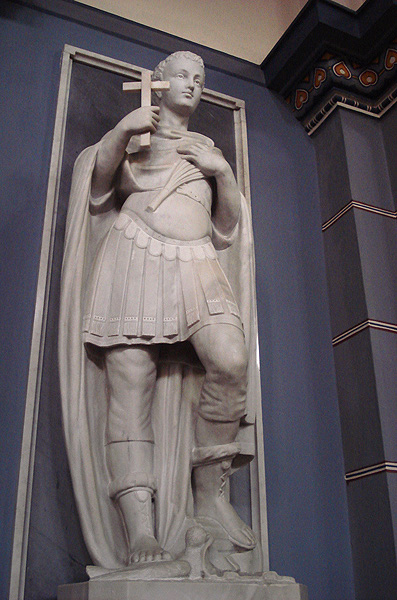
San Expedito, en la iglesia de São José (Porto Alegre)